# 333e division d'infanterie
La  333e division d'infanterie (en allemand : 333. Infanterie-Division ou 333. ID) est une des divisions d'infanterie de l'armée allemande (Wehrmacht) durant la Seconde Guerre mondiale.

## Historique
La 333e division d'infanterie a été formée le 15 novembre 1940 dans la Wehrkreis III à partir d'éléments de la 76. et 293. Infanterie-Division en tant qu'élément statique de la 14. Welle (14e vague de mobilisation).
Après avoir subi de lourdes pertes sur le Front de l'Est, la division est dissoute en novembre 1943.
L'état-major de la division, les transmissions et les supports sont utilisés pour former la 278. Infanterie-Division tandis que les autres éléments survivants forment le Divisions-groupe 333 qui est affecté à la 294. Infanterie-Division.

## Organisation

### Commandants
| Date                                | Grade           | Commandant         |
| ----------------------------------- | --------------- | ------------------ |
| 15 novembre 1940 - 10 décembre 1942 | Generalleutnant | Rudolf Pilz        |
| 10 décembre 1942 - 22 mars 1943     | Generalmajor    | Gerhard Graßmann   |
| 22 mars 1943 - 1er juillet 1943     | Generalleutnant | Rudolf von Tschudi |
| 1er juillet 1943 - 10 juillet 1943  | Generalmajor    | Wilhelm Crisolli   |
| 10 juillet 1943 - 17 octobre 1943   | Generalleutnant | Erwin Menny        |

## Théâtres d'opérations
- Allemagne : Novembre 1940 - Mai 1941
- France : Mai 1941 - Mars 1943
- Front de l'Est secteur Sud : Mars 1943 - Novembre 1943

## Ordre de bataille
1943
- Grenadier-Regiment 679
- Grenadier-Regiment 680
- Grenadier-Regiment 681
- Aufklärungs-Abteilung 333
- Artillerie-Regiment 333
- Pionier-Bataillon 333
- Panzerjäger-Abteilung 333
- Nachrichten-Abteilung 333
- Feldersatz-Bataillon 333
- Versorgungseinheiten 333